# تكتل الجزائر الخضراء
الجزائر الخضراء هو تكتل حزبي في الجزائر مكون من أحزاب ذات توجه إسلامي (حركة مجتمع السلم وحركة النهضة وحركة الإصلاح)، نتج عن تغيرات سياسية أهمها إنهاء التحالف الرئاسي الذي شكلته جبهة التحرير الوطني مع التجمع الوطني الديمقراطي وحركة مجتمع السلم، والذي استمر لتسع سنوات من أجل تنفيذ برنامج رئيس الجمهورية عبد العزيز بوتفليقة.
انتهى هذا التحالف رسمياً يوم 31 ديسمبر 2011 بإعلان حركة مجتمع السلم  فكّ ارتباطها  مع الأفلان والأرندي لتتجه إلى تشكيل تحالف إسلامي - إسلامي جمع كل من حركة مجتمع السلم و حركة النهضة وحركة الإصلاح الوطني الذين شكلوا  تكتلا موحدا لخوض غمار تشريعيات 2012 بقوائم موحدة حملت اسم : الجزائر الخضراء.

## وصلات أخرى

### وصلات خارجية
1. ↑  مجلس شورى حركة مجتمع السلم يقررّ فك الارتباط مع حزبي التحالف نسخة محفوظة 15 مايو 2017 على موقع واي باك مشين.
2. ↑  شرح قرار فك الإرتباط ندوة صحفية لرئيس حركة مجتمع السلم. نسخة محفوظة 04 مارس 2016 على موقع واي باك مشين.
3. ↑  بيان حركة مجتمع السلم في قضية تشكيل تكتلا إسلاميا نسخة محفوظة 25 ديسمبر 2019 على موقع واي باك مشين.